# Fukushima
Fukushima (jap. 福島市 Fukushima-shi) – stolica prefektury o tej samej nazwie, położona w Regionie Tōhoku w Japonii. Fukushimę dzieli od Tokio 250 kilometrów, a od Sendai 80 km. Ma powierzchnię 767,72 km². W 2020 r. mieszkały w nim 282 693 osoby, w 121 655 gospodarstwach domowych  (w 2010 r. 292 590 osób, w 112 854 gospodarstwach domowych) .
W 2011 doszło do serii Katastrofa elektrowni jądrowej Fukushima Nr 1 w Elektrowni Atomowej Fukushima Nr 1.
W mieście rozwinął się przemysł włókienniczy, chemiczny, drzewny, maszynowy, spożywczy, szklarski oraz elektrotechniczny.